# Louth (Irlanda)
Louth è una cittadina irlandese, che dà il nome all'omonima contea pur non essendone la county town.